# Cerkiew Trójcy Świętej w Beracie
Cerkiew Trójcy Świętej (alb. Kisha e Shën Triadhës) – prawosławna cerkiew w Beracie, okręg Berat, w Albanii. Usytuowana jest na wzgórzu Starego Miasta wewnątrz zamku, przy drugim rzędzie murów miejskich.
Wewnątrz cerkwi zachowała się kamienna płyta z nazwiskiem Andronikosa Palaiologosa, wojskowego gubernatora miasta i prowincji Belgrade (obecnie Bearat) w latach 1302–1326, za panowania cesarza bizantyńskiego Andronika II Paleologa. Przypuszcza się, że to właśnie Andronikos Palaiologos był fundatorem świątyni.
Cerkiew została odbudowana techniką clausonage technique (kamienie otoczone cegłami) na planie krzyża wpisanego w kwadrat, techniką charakterystyczną dla bizantyjskich kościołów z obszaru południowej Albanii w XII–XV wieku. Na ścianach cerkwi zachowały się fragmenty fresków anonimowych twórców z XIV w.
Po ogłoszeniu w 1967 przez Envera Hodżę „Rewolucji Ideologicznej i Kulturalnej” i deklarowaniu Albanii pierwszym na świecie państwem ateistycznym, rozpoczęły się represje wobec wszystkich wspólnot religijnych i kościołów w Albanii. Obiekty sakralne przejęło państwo, większość z nich zostało zdewastowanych, a nawet zburzonych. Jak większość obiektów sakralnych cerkiew Trójcy Świętej przez ponad 30 lat ulegała zniszczeniom.
W 1948 obiekt został wpisany na listę religijnych zabytków kulturowych Albanii (Objekte fetare me statusin Monument Kulture).